# ماتيوس كليمنت
ماتيوس كليمنت (بالبرتغالية: Matheus Clemente) هو لاعب كرة قدم برازيلي، ولد في 10 يونيو 1998 في البرازيل.

## وصلات خارجية
- ماتيوس كليمنت على موقع قاعدة بيانات كرة القدم.إي يو (الإنجليزية)
- ماتيوس كليمنت على موقع Soccerway.com (الإنجليزية)